# Distrito de Rumisapa

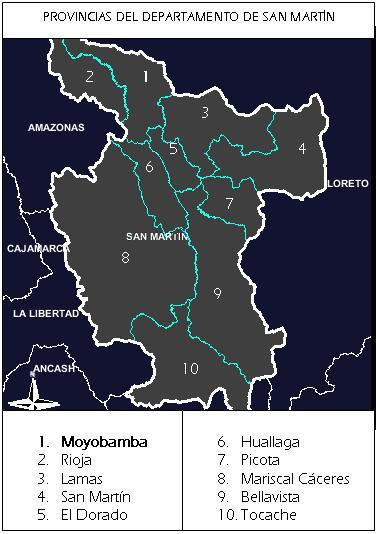
División política del Departamento de San Martín.

El distrito peruano de Rumisapa es uno de los diez distritos que conforman la Provincia de Lamas en el Departamento de San Martín, perteneciente a la Región de San Martín  en el Perú.
Desde el punto de vista jerárquico de la Iglesia católica forma parte de la  Prelatura de Moyobamba, sufragánea de la Metropolitana de Trujillo y  encomendada por la Santa Sede a la Archidiócesis de Toledo en España.

## Geografía
Ubicado al sur de la ciudad de Lamas
a 840 m s. n. m. y a 15 km de la ciudad de Tarapoto.

## Geografía humana
En este distrito de la Amazonia peruana habita la etnia Quechua, grupo Quechua Lamista, autodenominado Llacuash

## Fiestas y costumbres
- 8 de mayo de 1936, aniversario.
- Virgen de las Mercedes, fiesta patronal del 18 bal 25 de septiembre.